# Гегемон Фасосский
Гегемон Фасосский (др.-греч. Ἡγήμων ό Θάσιος; вторая половина V в. до н. э.) — древнегреческий комедиограф. Афиней приводит его прозвище «Чечевица». Согласно Афинею, некоторые включали Гегемона в число авторов Древней комедии (I 5b). Гегемон является автором несохранившейся до наших дней комедии «Филинна». Аристотель в «Поэтике» называет его первым творцом пародий (1448 а 10). Первым, кто стал сочинять пародии, называл Гегемона также философ-перипатетик Хамелеонт Понтийский в книге «О древней комедии» (Афиней, XV).